# Charles Robert Jenkins
Charles Robert Jenkins (Rich Square, 18 de fevereiro de 1940 – Sado, 11 de dezembro de 2017) foi um desertor do Exército dos Estados Unidos, prisioneiro na Coreia do Norte e uma voz sobre o sequestro de japoneses pela Coreia do Norte.
Com medo da possibilidade de servir na Guerra do Vietnã, em janeiro de 1965, o então sargento Jenkins abandonou seu posto e atravessou a Zona Desmilitarizada da Coreia a pé. Ao invés de ser mandado para a União Soviética e trocado por prisioneiros nos Estados Unidos, Jenkins foi mantido na Coreia do Norte por 39 anos. Enquanto prisioneiro, Jenkins foi torturado, forçado a casar com uma cidadã japonesa capturada e obrigado a filmar filmes de propaganda norte-coreanos.
Com a melhora das relações Japão–Coreia do Norte, Jenkins ganhou permissão para viajar ao Japão, onde conseguiu sair do país comunista em 2004. Após se entregar no Camp Zama em setembro, Jenkins foi julgado na corte marcial e condenado a 25 dias na prisão militar da United States Fleet Activities Yokosuka. Até sua morte em 2017, ele viveu em Sado, a cidade-natal de sua mulher, junto com ela e duas filhas. Ele escreveu um livro sobre suas experiências na Coreia do Norte, trabalhou no museu local e foi tratado como uma celebridade pelos japoneses.

## Início de vida
Charles Robert Jenkins nasceu em 18 de fevereiro de 1940 na cidade de Rich Square, na Carolina do Norte, filho de Patti Casper Jenkins. Ele tinha ao menos dois irmãos: uma irmã (Pat) e um irmão (Stanford) mais novos. Jenkins desistiu do ensino médio na Rich Square High School. Há dois possíveis motivos: uma lesão esportiva ou a morte do seu pai na metade dos anos 50, quando ele estava na sétima série.

## Exército dos Estados Unidos

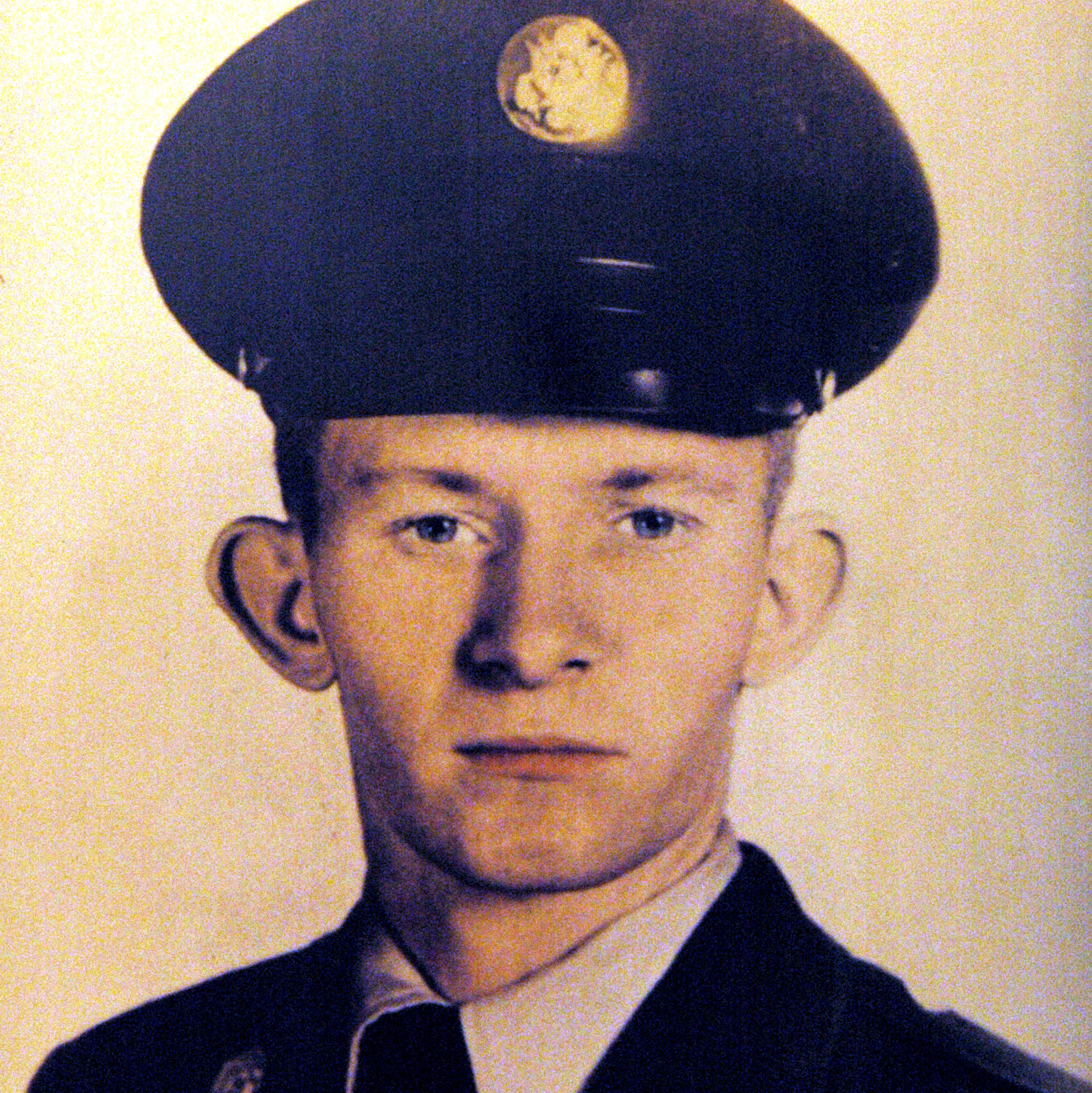
Jenkins nos anos 50, foto tirada pelo Exército dos Estados Unidos.

Por não ter um diploma do ensino médio, Jenkins se alistou na North Carolina National Guard, onde serviu de 1955 a abril de 1958. Após sua dispensa honrosa da guarda, ele se alistou no serviço ativo do Exército dos Estados Unidos no mesmo ano como parte da infantaria leve. Jenkins serviu em Fort Hood, mas se voluntariou para o destacamento da 7.ª Divisão de Infantaria da Coreia do Sul, onde serviu de agosto de 1960 a setembro de 1961. Lá, foi promovido a sargento. Após seu breve retorno aos EUA, Jenkins foi designado a 3.ª Divisão Blindada na Alemanha Ocidental até 1964. Neste ano, se voluntariou para um segundo destacamento na Zona Desmilitarizada da Coreia (DMZ, em inglês).

### Deserção
O sargento Jenkins foi designado no 8.º Regimento de Cavalaria na DMZ quando, em 5 de janeiro de 1965 decidiu desertar  do Exército dos Estados Unidos por ter sido ordenado a realizar "patrulhas mais agressivas e provocativas", e havia rumores que sua unidade seria enviada ao Vietnã. Depois de beber dez cervejas para aumentar sua coragem, Jenkins saiu em patrulha com seu grupo de combate. Às 2:30 da manhã, após dizer aos outros três soldados que ele havia "ouvido um barulho", Jenkins desapareceu na escuridão da noite aproximadamente dez quilômetros ao sul de Panmunjeom. Para mostrar suas intenções pacíficas, ele removeu a munição e amarrou uma camiseta branca em seu fuzil M14 enquanto andava por horas na madrugada fria em direção da Coreia do Norte. Ele planejava pedir asilo a União Soviética e então voltar aos Estados Unidos via troca de prisioneiros para ser processado e punido. Porém, ele foi mantido como prisioneiro na Coreia do Norte por 10 anos e meio.
O Exército declarou que Jenkins era um trânsfuga com base em quatro cartas que ele deixou para trás no quartel. Uma carta escrita para a sua mãe dizia: "Me perdoe, pois eu sei o que preciso fazer. Diga a minha família que eu os amo. Com amor, Charles". A família de Jenkins disputou a declaração do Exército, pois ele sempre assinava suas cartas como "Jenkins" ou com o apelido "Super". Em 1966, Jenkins foi reclassificado pelo Exército como um desertor. O sobrinho de Jenkins, James Hyman, defendeu por décadas a hipótese que seu tio teria sido sequestrado pelos norte-coreanos.
Anos depois, Jenkins disse a Robert Boynton, professor do Instituto de Jornalismo Arthur L. Carter, da Universidade de Nova Iorque, que ele foi "um agente duplo enviado a Coreia do Norte pelos Estados Unidos para espionar o país".Boynton não acreditou na afirmação de Jenkins, dizendo que era "sua tentativa de manter alguma dignidade e provar que ele não era apenas um infeliz que cometeu um erro que mudou sua vida".

## Coreia do Norte
Inicialmente, Jenkins morou junto com outros desertores dos Estados Unidos; Larry Allen Abshier, James Joseph Dresnok, e Jerry Wayne Parrish. Os americanos brigavam entre si, com Jenkins descrevendo Dresnok, com seus 1,93 m de altura, como um bully que dedurava seus compatriotas para os captores. Em 26 de janeiro de 1965, o rádio norte-coreano anunciou que Jenkins desertou pelo "nojo que sentia de suas condições na Coreia do Sul e pela crença de que a vida era melhor debaixo dos comunistas [sic]". Em 1966, os quatro tentaram escapar pedindo asilo a embaixada soviética na Coreia do Norte, mas não foram bem-sucedidos. Em 1972, os quatro americanos ganharam suas prórpias residências e foram declarados como cidadãos, apesar de que a "vigilância constante, espancamentos e torturas" continuaram.
Jenkins foi obrigado a memorizar os escritos de Kim Il Sung e trabalhar para o estado comunista como professor e tradutor de inglês. As lições de inglês americano ocorreram até 1985, quando ele decidiu que seu sotaque sulista atrapalhava mais do que ajudava.

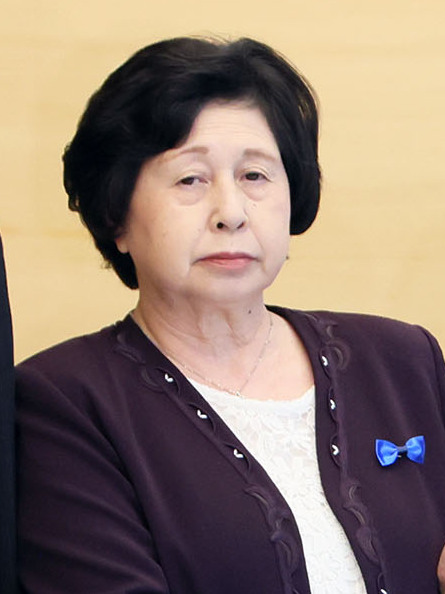
Hitomi Soga em 2023.

Em 1978, Hitomi Soga (nascida em 1958 ou 1959) era uma estudante de enfermagem em Sado, Niigata, quando ela e sua mãe foram sequestradas por agentes norte-coreanos e levada ao país comunista para o treinamento de mais agentes. Em 1980, aos 21 anos, Soga foi obrigada a casar-se com Jenkins pelo governo da Coreia do Norte, o que ocorreu algumas semanas depois, em 8 de agosto. Eles tiveram duas filhas, Mika (nascida em 1983) e Brinda (nascida em 1985). Anos depois, um entrevistador de Jenkins afirmou ao The Japan Times que a relação entre os dois era incrível: Jenkins afirmou "diversas vezes que ela foi a melhor coisa que aconteceu com ele [...] 'Ela salvou a minha vida', ele me disse. Eu suspeito que ele tenha razão". Após escapar do país no início dos anos 2000, Jenkins ofereceu a dissolução do casamento forçado, mas Soga negou.
Durante a grande fome que matou milhares de norte-coreanos, como parte da propaganda governamental, Jenkins e sua família continuaram a receber roupas, arroz infestado de insetos e sabonete. Em seu testemunho em 2004, Jenkins e Soga descreveram ao Exército dos Estados Unidos as suas acomodações na Coreia do Norte. O aquecimento, água aquecida e comida eram escassos, mas o governo cercaram seu lar com arame farpado, escutas escondidas e supervisores políticos. Até sua fuga, Jenkins recebia um salário de US$ 120,00 ao mês, e suas filhas frequentavam a Universidade de Pyongyang de Estudos Internacionais, possivelmente para serem treinadas a infiltrar a Coreia do Sul.

### Atuação
Em 1978, foi iniciada a produção da série de filmes de vinte partes Heróis Desconhecidos, que narra a Guerra da Coreia e seus antecedentes sob o viés norte-coreano. Jenkins precisou atuar como Dr. Kelton, um belicista capitalista que quer expandir a guerra para o benefício da indústria bélica americana. Os filmes fizeram que Jenkins virasse uma celebridade; ele era reconhecido nas ruas como Dr. Kelton (coreano: « 켈튼 박사! », romanizado: "Kelton Bac-Sa!") e era obrigado a dar autógrafos. Um desses filmes foi entregue a sua família. Foi a primeira vez que eles viram Jenkins após sua deserção.
O último filme norte-coreano onde Jenkins aparece foi em 2000, sobre a captura do USS Pueblo (AGER 2) pelos comunistas, onde atuou como o capitão de um porta-aviões americano. Por ter virado uma celebridade por causa da deserção e atuação, o estado lhe proporcionou maior prestígio social, e foi permitido que ele visse diplomatas e dignatários soviéticos por pena lhe davam acesso a material de fora da Coreia do Norte.

## Expatriação
Por causa da Declaração de Pyongyang Japão–Coreia do Norte, em 15 de outubro de 2002 foi permitido que Soga voltasse ao Japão por dez dias, mas ela não retornou a Coreia do Norte. O governo do Japão pediu que os Estados Unidos perdoasse Jenkins, na esperança que o primeiro-ministro Junichiro Koizumi pudesse trazer ele e suas filhas de volta após uma viagem diplomática em maio de 2004. Porém, Jenkins se recusou a sair da Coreia do Norte. Por causa do Acordo do Estado de Forças E.U.A.–Japão, ele teria que passar pela corte marcial se viajasse ao Japão, já que deserção prescreve em 40 anos (no  seu caso, em 5 de janeiro de 2005) e ele possivelmente poderia ser condenado a pena capital.
Pyongyang eventualmente permitiu que ele e suas filhas viajassem ao Aeroporto Internacional Soekarno-Hatta, na Indonésia, onde eles se reuniram com Soga. O governo japonês prometeu dar residência para toda a família. Após sair da Coreia do Norte, Jenkins tinha 1,65 m e apenas 45 kg. Ele também perdeu seu apêndice, um testículo e parte de sua tatuagem do Exército dos Estados Unidos, que foi retirada sem anestésicos. Dos quatro desertores que foram a Coreia do Norte nos anos 60, ele foi o único a sair. Quando chegou no Japão, Jenkins passou um mês internado na Universidade de Medicina Feminina de Tóquio para se recuperar de complicações após uma cirurgia de próstata realizada na Coreia do Norte antes de sua partida.

### Corte marcial

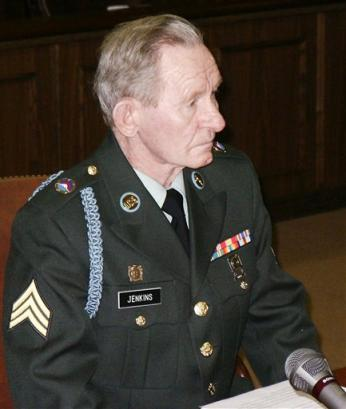
Sargento Jenkins em sua corte marcial.

Em 11 de setembro de 2004, Jenkins se apresentou ao tenente-coronel Paul Niagra no Camp Zama, dizendo após bater continência: "Senhor, sou o sargento Jenkins, e estou me apresentando". A corte marcial de Jenkins começou em 3 de novembro de 2004. Ele é o desertor que mais passou tempo sem voltar ao Exército dos Estados Unidos.
Representado pelo capitão James D. Culp, a corte marcial (United States v. Jenkins), que durou apenas um dia, foi conduzida pelo Exército dos Estados Unidos, Japão no mesmo dia em que ele se apresentou. A coronel Denise Vowell foi o juiz do julgamento sem júri. Jenkins concordou com os termos do acordo pré-julgamento e se declarou culpado de deserção e ajudar o inimigo por ensinar inglês na Coreia do Norte. Vowell o sentenciou a seis meses de confinamento, perda total de remunerações e subsídios, rebaixamento para a menor patente desde que ele se alistou e dispensa desonrosa. O general de brigada Elbert N. Perkins, a autoridade geral de convocação da corte marcial, reduziu o tempo de confinamento para 30 dias e aprovou o resto da sentença. Jenkins foi detento em uma prisão militar na United States Fleet Activities Yokosuka. O capitão King H. Dietriech disse aos repórteres que "não haverá tratamento especial ao soldado raso Jenkins".
Jenkins passou 25 dias na prisão e foi liberado por boa conduta em 25 de novembro de 2004. Após a renúncia de seus direitos pós-julgamento e recursos, o rebaixamento de sua patente e dispensa desonrosa aconteceram em 18 de julho de 2005.
A BBC News reportou que talvez o motivo dele ter sido sentenciado a apenas 30 dias de cárcere tenha sido a inteligência que Jenkins proveu aos Estados Unidos. Em 2009, Jenkins disse a Vice que, além de receber o salário equivalente a um sargento enquanto estava na prisão, U$2.367,90 mensais, ele gastou seu tempo trabalhando com inteligência militar. De acordo com Jenkins, a sentença foi uma "grande armação para o mundo afora para parecer que a justiça foi feita. Afinal, eu traí o meu país e as pessoas queriam que eu fosse punido – mas eu estava apenas ajudando o governo com o que eu sabia. Eles me deram apenas a menor sentença possível e eu saí uma semana antes por bom comportamento, então não parecia que eles iam me dispensar".

### Vida civil
Depois da prisão, Jenkins viveu com sua família na cidade natal de Soga Sado. Em 2005, ele voltou aos Estados Unidos em uma viagem de família. Eles foram para a sua cidade natal, Rich Square, na Carolina do Norte, onde ele se reuniu com a sua mãe de 91 anos, que ele não via a quarenta anos. A mãe e irmã de Jenkins continuaram vivendo no mesmo estado quando ele foi expatriado para a Coreia do Norte. Jenkins viajou novamente para Rich Square para o enterro de sua mãe, que morreu aos 94 anos de idade.
Ele tinha medo que os agentes de Kim Jong-il retaliassem enquanto ele estivesse no Japão. Ele também não conseguia comer sashimi por medo de passar mal com as memórias da Coreia do norte, e era mais fluente em coreano do que em inglês. Em 2008, Jenkins publicou um livro de memórias: The Reluctant Communist (O Comunista Relutante). No Japão, Jenkins se interessou por motociclismo, e apareceu na capa da revista Mr. Bike.
Em 15 de julho de 2008, o Ministério da Justiça do Japão expediu a aplicação de Jenkins para residência permanente. Jenkins trabalhou com Sado vendendo sembei no museu local. Ele era tratado como uma celebridade e frequentemente posava para fotos com seus clientes. Por vezes, ele tirava 300 fotos em uma hora. Ele também foi reconhecido por chamar atenção global para o sequestro de japoneses pela Coreia do Norte.
Em 11 de dezembro de 2017, Jenkins colapsou do lado de fora da casa de Sado, e mais tarde morreu de doença cardiovascular.